# Hongrie aux Jeux olympiques d'été de 1924

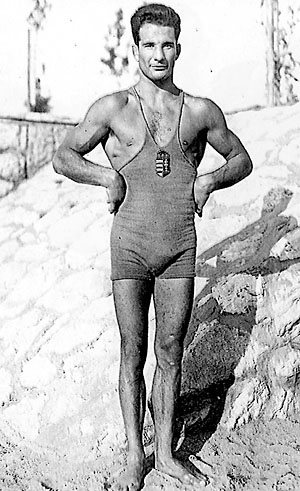
Le lutteur Keresztes Lajos, vice champion olympique en poids légers.

La participation des athlètes hongrois aux Jeux olympiques de 1924, à Paris, est la sixième de leur histoire olympique. Forte d’une délégation de 89 membres essentiellement masculine, les Magyars  se classent à la treizième place au rang des nations. Leur bilan en termes de récompenses est de 9 médailles conquises en Lutte , en Tir, en  Pentathlon moderne, en Natation  et surtout en  Escrime. Leur discipline de prédilection qui leur permet, comme aux Jeux olympiques de 1912, de rapporter de France 4 médailles dont 1 en or.

## Médailles
| Médaille                            | Nom | Sport              | Compétition                                    |
| ----------------------------------- | --- | ------------------ | ---------------------------------------------- |
| Médaille d'or, Jeux olympiques      | Sándor Pósta | Escrime            | Sabre individuel                               |
| Médaille d'or, Jeux olympiques      | Gyula Halasy (en) | Tir                | Fosse olympique                                |
| Médaille d'argent, Jeux olympiques  | László Széchy (en) Zoltán Schenker József Rádiy (en) Sándor Pósta László Berti (en) Jenő Uhlyárik (en) Ödön Tersztyánszky János Garay | Escrime            | Sabre par équipes                              |
| Médaille d'argent, Jeux olympiques  | Elemér Somfay | Pentathlon moderne | Épreuve individuelle                           |
| Médaille d'argent, Jeux olympiques  | Lajos Keresztes (en) | Lutte              | Lutte Gréco-Romaine Poids légers, 62 - 67.5 kg |
| Médaille de bronze, Jeux olympiques | Zoltán Schenker József Rádiy (en) Sándor Pósta Ödön Tersztyánszky István Lichteneckert (en)                                           | Escrime            | Fleuret par équipes                            |
| Médaille de bronze, Jeux olympiques | János Garay | Escrime            | Sabre individuel                               |
| Médaille de bronze, Jeux olympiques | Rajmund Badó (en) | Lutte              | Lutte Gréco-Romaine Poids lourds, +82.5 kg     |
| Médaille de bronze, Jeux olympiques | Károly Bartha | Natation           | 100 m dos hommes                               |

## Sources
- (fr) Hongrie sur le site du Comité international olympique
- (en) Bilan complet sur le site olympedia.org